# Hubert Detremmerie
Hubert Detremmerie, né le 26 mars 1930 à Deerlijk et décédé le 9 novembre 2008 dans la ville de Renaix, est un homme d'affaires et banquier belge.  

## Biographie

### Carrière professionnelle
Pendant quarante ans, de 1955 jusqu'à sa retraite en mars 1995, il travaille à la Banque BACOB (future filiale du groupe de Belfius), la banque de l'Organisation ouvrière catholique belge, et est même président de son conseil d'administration. C'est la caisse d’épargne des mouvements chrétiens flamands, et aussi la caisse de grève de son syndicat.
Hubert Detremmerie avait dès la fin des années 70 discuté de l’opportunité d’une dévaluation du franc belge et en avait discuté avec Wilfried Martens et depuis juillet 1981, avec Paul-Willem Segers anciennement ministre CVP et président de l’Algemene Christelijke
Werknemersorganisatie, la coupole des organisations chrétiennes flamande, un premier "think thank" confidentiel l'associe à Wilfried Martens et plusieurs responsables de la Banque nationalet.
Plus tard, de 1995 à 2001, il est directeur du groupe de technologies Lernout & Hauspie.

### Autres responsabilités
Il est membre du conseil consultatif du ministère belge des Finances pour les institutions financières et les marchés, du Conseil du travail, de la Fondation Roi Baudouin et du « Conseil national belge pour la coopération entre le travail, les entreprises et le gouvernement »[Quand ?].

### Groupe de Poupehan et groupe Coudenberg
Hubert Detremmerie est membre du groupe Coudenberg, un groupe de réflexion fédéraliste belge. Avec Wilfried Martens, Alfons Verplaetse et Jef Houthuys, il se réunit à Poupehan entre 1982 et 1987 pour discuter de la situation sociale et économique de la Belgique. 
Selon l'un des principaux quotidiens généralistes en Belgique francophone, c'est dans son humble demeure de Poupehan, un village de la Semois, qu'entre 1982 et 1987, il convie régulièrement son mentor le Premier ministre Wilfried Martens, et « deux autres proches », son chef de cabinet puis plus tard gouverneur de la Banque Nationale Fons Verplaetse mais aussi Jef Houthuys, « grand manitou du syndicat chrétien belge ». Jean-Luc  Dehaene, le ministre des Affaires sociales et des Réformes institutionnelles, a alors « refusé d'être du lot ». 
Le journaliste journaliste d'investigation Hugo De Ridder qui vient de quitter la rédaction du Standaard en 1990, après un quart de siècle, révèle en 1991 l'existence de ces discussions secrètes à Poupehan,.
Les « quatre du groupe de Poupehan » sont ensuite perçus comme un groupuscule qui a « pendant quelques années, décidé en secret du devenir de la Belgique ». Ces réunions débouchent, entre autres, après les élections du 13 décembre 1987, sur le débarquement des libéraux de Jean Gol et de Guy Verhofstadt, jugé « arrogant et trop à droite » ou encore indisposant trop les syndicats.

## Sources
- L'Europe sociale après l'euro (Séminaire Hubert Detremmerie)